# 이즈국

이즈 국

이즈국(일본어: 伊豆国, いずのくに 이즈노쿠니[*])은 일본 도카이도에 있던 옛 구니이다. 시즈오카현의 이즈반도와 도쿄도의 이즈 제도를 영역으로 하고 있었다. 즈슈(豆州)라고도 부른다.
덴무 천황 9년(680년) 7월, 스루가국에서 다카타 군(田方郡)과 가모군(賀茂郡)을 분리하여 설치하였다.

## 군
- 나카 군 (시즈오카 현)(일본어판)(那賀郡)
- 가모군(賀茂郡)
- 기미사와군(일본어판)(君沢郡)
- 다카타 군(田方郡)